# Gorenji Podboršt, Mirna Peč
Gorenji Podboršt este o localitate din comuna Mirna Peč, Slovenia, cu o populație de 74 de locuitori.